# Internationale organisatie

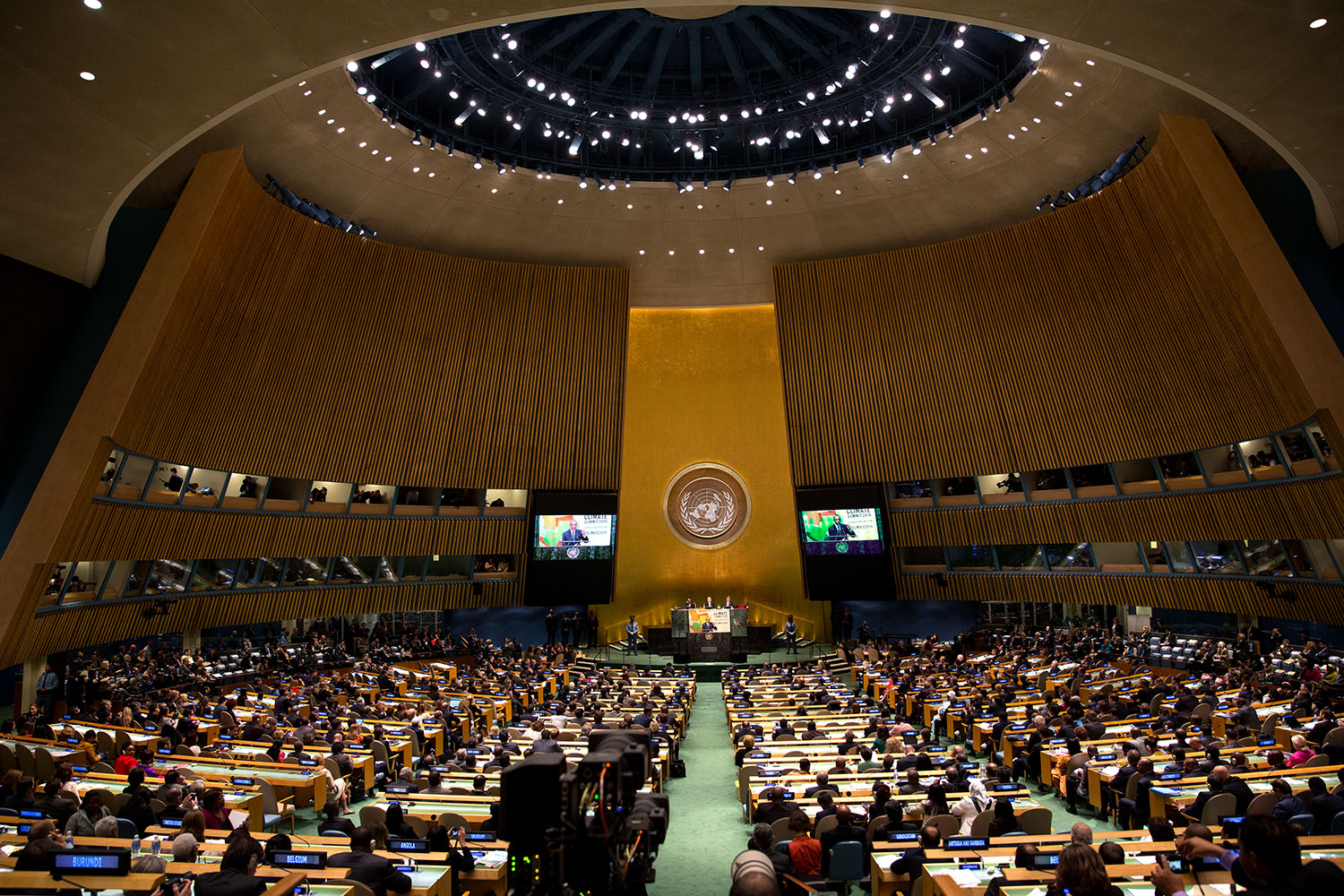
De Verenigde Naties te New York is de bekendste internationale organisatie ter wereld, met 193 lidstaten.

Een internationale organisatie is een organisatie die zich over minstens drie landen uitstrekt. Een internationale organisatie wordt altijd opgericht op basis van een verdrag of een akkoord dat door de leden aanvaard en ondertekend wordt. Een internationale organisatie bezit rechtspersoonlijkheid, valt onder de regels van het internationaal recht en kan akkoorden afsluiten met staten of andere organisaties.
Gebruikelijk is de volgende tweedeling:
- Intergouvernementele organisaties (IGO's): publieke organisaties, waarvan de leden hoofdzakelijk soevereine staten of andere intergouvernementele organisaties zijn. Voorbeelden zijn de Verenigde Naties, Europese Unie. Zulke organisaties werken steeds op basis van een afgesloten verdrag en volgens het principe van intergouvernementalisme, zodat dat tijdens de besluitvorming (meestal) unanimiteit vereist is.
- Internationale niet-gouvernementele organisaties (INGO's): particuliere (private) organisaties, waarvan de leden diverser van aard zijn: individuen, partijen, bedrijven of andere organisaties. Voorbeeld van een INGO is Amnesty International.

## Belangrijkste kenmerken van een internationale organisatie
- Zij bezit rechtspersoonlijkheid.
- Leden kunnen niet gedwongen worden tot lidmaatschap, het is vrijwillig.
- De organisatie is van permanente aard.
- De organisatie heeft een (formele) structuur die wordt erkend door alle leden.
- Zij heeft een permanent secretariaat en administratie.
- Zij heeft een vergadering, conferentie of overlegorgaan waar de vertegenwoordigers van de leden van de organisatie beslissingen over de werking, inrichting of strategie van de organisatie kunnen nemen.

## Leden en functies
Internationale organisaties streven naar een verhoogde internationale samenwerking op het vlak van veiligheid, economie, diplomatie, rechtsregels, sociale zaken of trachten te werken rond thema's zoals mensenrechten, milieu, onderwijs en kinderen. 
Internationale organisaties zijn er in alle maten en gewichten, ze verschillen daarom ook qua ledenaantal, procedures, structuren en hebben vaak erg verschillende lidmaatschapscriteria. Wereldwijde organisaties zoals de Wereldhandelsorganisatie zijn toegankelijk voor alle landen, terwijl een regionale organisatie zoals de Europese Unie enkel landen van het continent of de regio zal aanvaarden. Ook andere criteria kunnen van toepassing zijn: culturele en historische wortels (het Gemenebest van Naties), economische overeenkomsten (de OPEC) of religie.

## Geschiedenis
Internationale organisaties zijn relatief nieuw en kwamen tot stand vanaf de 19de eeuw. De technische vooruitgang in de 19de eeuw maakte standaardisatie op zowel technisch als organisatorisch vlak noodzakelijk. Als oudste nog bestaande internationale organisatie wordt gezien de Centrale Commissie voor de Rijnvaart CCNR, opgericht in 1815. De oudste twee wereldwijd opererende organisaties zijn de International Telegraph Union, tegenwoordig genaamd International Telecommunication Union (ITU), uit 1865 en de Wereldpostunie, opgericht in 1874.
Vanaf de 20e eeuw zijn internationale organisaties belangrijke en invloedrijke actoren geworden en hebben ze een rol in zeer uiteenlopende domeinen. Tegenwoordig zouden er rond de 380 intergouvernementele (IGO) en 4700 internationale niet-gouvernementele (INGO) organisaties zijn.
In januari 2023 waarschuwde IMF-topvrouw Kristalina Georgieva dat de economische versnippering van de wereld door de afnemende mondiale samenwerking de economie tot 7 procent kon doen krimpen.

## Voorbeelden van internationale organisaties

### Wereldwijde organisaties
- Verenigde Naties
- Internationale Hydrografische Organisatie
- Internationale Organisatie voor Migratie
- Wereldhandelsorganisatie
- Internationale Telecommunicatie-unie
- Wereldpostunie
- World Organization of the Scout Movement

### Regionale organisaties
Europa: 

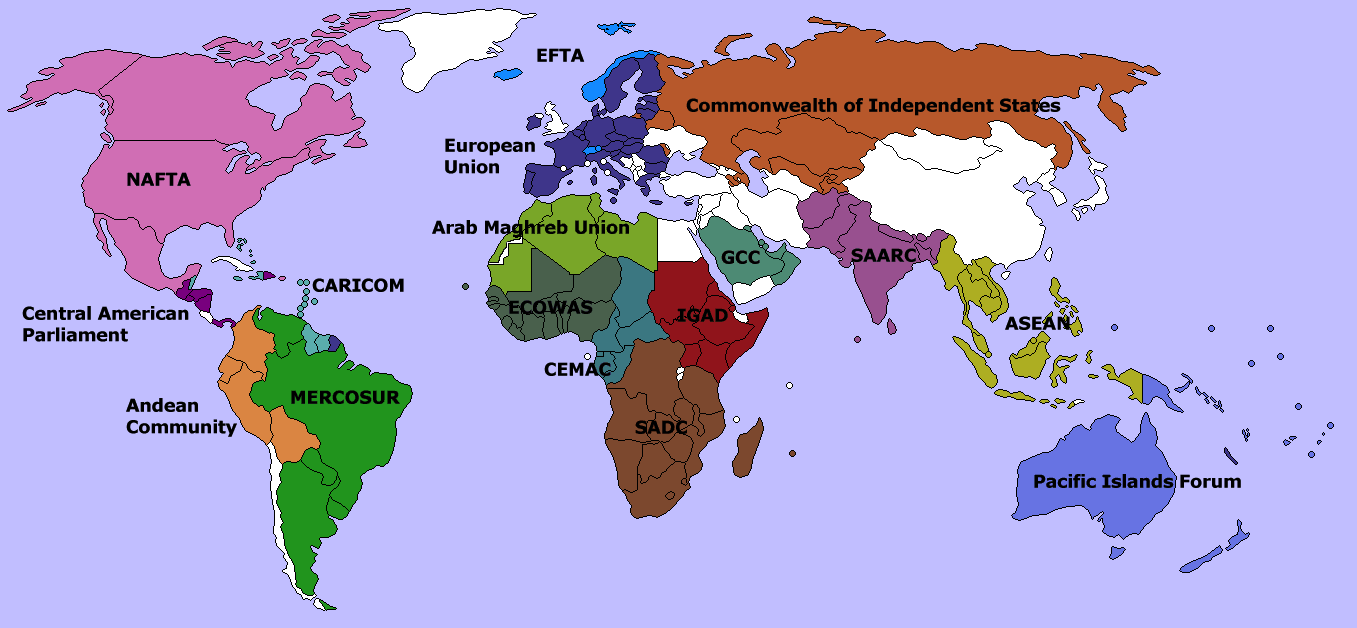
Kaart van verschillende regionale organisaties met niet-overlappende lidmaatschappen.

- Centrale Commissie voor de Rijnvaart (CCNR)
- Europese Unie (EU)
- Raad van Europa
- Europese Vrijhandelsassociatie (EVA)
- Centraal-Europese Vrijhandelsassociatie (CEVA)
- Europese Ruimtevaartorganisatie (ESA)
- Benelux
- Noordse Raad
- West-Europese Unie
- Europees Octrooibureau

Azië: 
- Asia Cooperation Dialogue (ACD)
- Association of Southeast Asian Nations (ASEAN)
- Organisatie voor Economische Samenwerking (ECO)
- Gulf Cooperation Council (GCC)
- Zuid-Aziatische Associatie voor Regionale Coöperatie (SAARC)

Eurazië: 
- Central Asian Cooperation Organization
- Euraziatische Economische Gemeenschap
- Gemenebest van Onafhankelijke Staten (GOS)
- GUAM
- Sjanghai-samenwerkingsorganisatie (SCO)

Afrika: 
- Afrikaanse Unie
- Conseil de l'Entente
- Economische en Monetaire Gemeenschap van Centraal-Afrika (CEMAC)
- Economische Gemeenschap van West-Afrikaanse Staten (ECOWAS)
- Intergovernmental Authority on Development (IGAD)
- Oost-Afrikaanse Gemeenschap (OAG)
- Unie van de Arabische Maghreb
- Zuid-Afrikaanse Ontwikkelingsgemeenschap (SADC)

Westers halfrond: 
- Organization of American States (OAS)
- Unie van Zuid-Amerikaanse Naties (UZAN)
- Mercosur
- Andesgemeenschap
- Caricom (Caribbean Community)
- Organisation of Eastern Caribbean States (OECS)
- Centraal-Amerikaans Integratie Systeem
- Rio Groep
- National Aeronautics and Space Administration (NASA)
- NAFTA
- Bolivariaanse Alliantie voor de Amerika's (ALBA)

Trans-Atlantisch: 
- Noord-Atlantische Verdragsorganisatie (NAVO)
- Organisatie voor Veiligheid en Samenwerking in Europa (OVSE)

Pacifisch: 
- Asia-Pacific Economic Cooperation (APEC)
- Pacific Islands Forum
- Secretariat of the Pacific Community

### Organisaties op basis van verschillende lidmaatschapscriteria
- Organisatie voor Economische Samenwerking en Ontwikkeling (OESO)
- De Taalunie
- Organisatie van olie-exporterende landen (OPEC)
- Gemenebest van Naties
- La Francophonie
- Gemeenschap van Portugeessprekende landen (CPLP)
- Organisatie van Ibero-Amerikaanse landen (OEI)
- Latijnse Unie
- Organisatie van Niet-gebonden Landen
- Arabische Liga
- Organisatie voor Islamitische Samenwerking
- Sister Cities International
- Turkse Raad

### Financiële internationale organisaties
- Bank for International Settlements
- Internationaal Monetair Fonds (IMF)
- Wereldbank
- Bank van het Zuiden